# Parti des travailleurs (Sénégal)
Pour les articles homonymes, voir Parti des travailleurs.
Le Parti des travailleurs (PT) est un parti politique sénégalais, dirigé par Malamine Ndiaye.

## Histoire
Il a été créé officiellement le 25 octobre 1995.

## Orientation
C'est un parti de gauche, d'inspiration trotzkiste.
Selon ses propres déclarations, le PT a pour objectifs « de protéger et promouvoir les droits fondamentaux de la personne ; de promouvoir un État de droit fondé sur le respect et la défense de la démocratie et de la laïcité ».

## Symboles
Sa couleur est le rouge sur fond blanc.

## Organisation
Son siège est à Guédiawaye.